# Jurga Šeduikytė
Jurga Šeduikytė (Telšiai, Samogitia, 1980. február 10.) litván popzenész énekesnő, dalszerző.
A zene szeretete korán megnyilvánult, mert szülei is zenészek voltak. Gimnáziumi évei alatt zongoraleckéket vett.
Karrierje 2002-ben kezdődött, amikor jelentkezett a fiatal és tehetséges énekeseket kutató Fizz Superstar Showba. Ezt követően 2004-ben csatlakozott a Muscat nevű együtteshez. Közben a Vilniusi Egyetemen elvégezte BSc-n az újságírás, majd MSc-n a PR szakot.
2005-ben jelent meg debütáló lemeze, az Aukso pieva (Arany mező), melyről a Nebijok (Ne félj) című dal nyolc héten keresztül vezette a litván slágerlistát. Jurga litván és angol nyelven egyaránt énekel, első lemezéért számos díjat kapott hazájában, többek közt a 2006-os litván Bravo díj legjobb énekesnője, legjobb bemutatkozó albuma és egyben a legjobb albuma is.
Vokális dzsesszt és popzenét vegyítő zenéje a környező balti államokban egyre népszerűbb lett, 2006 után pedig nemzetközi körökben is mind többen ismerték meg. 2007-ben megjelent második lemeze, az Instrukcija (Utasítás) két héten belül aranylemez lett, novemberben pedig az MTV Music Awardson, a Baltikum kategóriában elnyerte a legjobb előadó díját .
A 5th Season című dalát az MR2-Petőfi Rádió is játssza. 2008. augusztus 28-án született meg a fia, akit Adas névre kereszteltek.

## Diszkográfia

### Albumok
- Aukso pieva (2005)

1. Aukso pieva - m., l. Jurga Šeduikytė
2. Aš esu tiktai jei tu esi - m. Jurga Šeduikytė, l. Andrius Mamontovas
3. Nebijok - m., l. Jurga Šeduikytė
4. Trouble - m., l. Jurga Šeduikytė
5. Pilnatis - m. Jurga Šeduikytė, l. Andrius Mamontovas
6. Laisvė - m. Eurika Masytė, l. Justinas Marcinkevičius
7. Kai pamirši tu mane - m., l. Andrius Mamontovas
8. The longest day - m., l. Jurga Šeduikytė
9. Gėlių takai - m., l. Jurga Šeduikytė
10. Galbūt - m., l. Jurga Šeduikytė
11. Saulė vandeny - m., l. Jurga Šeduikytė
12. Vakar lijo čia - m., l. Jurga Šeduikytė

- Instrukcija (2007)

1. Instrukcija - m., l. Jurga Šeduikytė
2. Koralų pasaka - l. Jurga Šeduikytė
3. Angelai - m., l. Jurga Šeduikytė
4. Smėlio žmonės - m., l. Jurga Šeduikytė
5. Spiderwoman: rising - m., l. Jurga Šeduikytė
6. Juodos gulbės - m., l. Jurga Šeduikytė
7. 5th season - m., l. Jurga Šeduikytė
8. Benamio daina - m., l. Jurga Šeduikytė
9. Renkuosi Žemę - m., l. Jurga Šeduikytė
10. Ryte - m., l. Jurga Šeduikytė
11. Per silpna - m., l. Jurga Šeduikytė
12. Šerlokas Holmsas - m., l. Jurga Šeduikytė
13. Prie žalio vandens - l. Jurga Šeduikytė

## Külső hivatkozások
- Hivatalos honlap
- Jurga in myspace.com
- Hivatalos rajongóklub Archiválva 2020. szeptember 23-i dátummal a Wayback Machine-ben
- mr2.hu